# میگل آلمیرون
میگل انخل آلمیرون رخالا (اسپانیایی: Miguel Ángel Almirón Rejala‎؛ زادهٔ ۱۰ فوریهٔ ۱۹۹۴) بازیکن فوتبال اهل پاراگوئه است.
از باشگاه‌هایی که در آن بازی کرده‌است می‌توان به لانوس، آتلانتا یونایتد و نیوکاسل یونایتد اشاره کرد.
وی همچنین در تیم ملی فوتبال پاراگوئه بازی کرده‌است.